# Kerncentrale Valdecaballeros
Kerncentrale Valdecaballeros (Spaans: Val de caballeros, Nederlands: Vallei der Heren) is een nooit afgebouwde Spaanse kerncentrale nabij de plaats Valdecaballeros.
Er zouden twee kokendwaterreactoren van de producent General Electric geplaatst worden. De bouw is gestart in 1975 en werd in 1983 gestopt nadat er een nieuwe regering aangetreden was. De centrale werd in de mottenballen gelegd in afwachting van een definitief besluit. Het eerste blok was toen voor 70% klaar, het tweede blok voor 60%. In 1994 werd de bouw definitief gestopt en de eigenaar financieel gecompenseerd.